# Mannheimer Mozartorchester
Das Mannheimer Mozartorchester wurde im Jahr 2003 im Hinblick auf das Mozart-Jubiläum 2006 von seinem Dirigenten Thomas Fey gegründet. Nachdem es in der Zwischenzeit bereits zwei CDs mit Sinfonien und Hornkonzerten Mozarts eingespielt hatte, gab es sein Konzert-Debüt an Mozarts 250. Geburtstag am 27. Januar 2006 im Mozartsaal des Mannheimer Rosengartens im Rahmen einer Großen Mozart-Gala.

## Ensemble und Wirken
Die Ensemblemitglieder des Mannheimer Mozartorchesters sind junge, professionelle Musiker aus ganz Deutschland. Mit dem Mannheimer Mozartorchester konzertieren international renommierte Solisten wie Reinhold Friedrich, Cyprien Katsaris, Fazıl Say, Martin Stadtfeld, Wilhelm Bruns u. a.
Für Furore sorgte das Mannheimer Mozartorchester mit der im Frühjahr 2008 erschienenen CD mit Weltersteinspielungen von Ouvertüren und Ballettmusik von Antonio Salieri, für die der Komponist und Salieri-Forscher Timo Jouko Herrmann eigens Partituren und Orchesterstimmen aus Salieris Autographen fertigte. Nicht minder euphorisch begrüßte die Fachwelt Anfang 2010 die zweite Salieri-CD mit Ouvertüren und Bühnenmusik. Sie erhielt eine Nominierung für den Grammy Award, die weltweit bedeutendste Auszeichnung der Musikbranche, vergleichbar mit dem Oscar der Filmindustrie.

## Repertoire
Das Orchester spezialisiert sich auf die Musik von Wolfgang Amadeus Mozart und die Komponisten der Mannheimer Schule. Nicht zuletzt spielt auch die Wiederentdeckung musikalischer Raritäten aus Mozarts Zeit eine wichtige Rolle im Repertoire. Die Interpretationen werden unter den Gesichtspunkten der „Historischen Aufführungspraxis“ erarbeitet, dies allerdings mit modernem Instrumentarium, mit Ausnahme der Blechbläser und Pauken, die auf Originalinstrumenten spielen.

## Diskografie
- Wolfgang Amadeus Mozart: Hornkonzerte KV 417, 447, 495; Hornquintett KV 407 (PROFIL hänssler) [2006]
- Wolfgang Amadeus Mozart: Sinfonien KV 543 & 551; Ouvertüre zu „La Clemenza di Tito“ (PROFIL hänssler) [2006]
- Antonio Salieri: Ouvertüren und Ballettmusik (hänssler CLASSIC) [2008]
- Antonio Salieri: Ouvertüren und Bühnenmusik (hänssler CLASSIC) [2010]